# Thelotrema pulvereodiscum
Thelotrema pulvereodiscum är en lavart som beskrevs av Hale 1981. Thelotrema pulvereodiscum ingår i släktet Thelotrema och familjen Thelotremataceae.   Inga underarter finns listade i Catalogue of Life.